# 플래시 가스 (냉동)
냉동에서의 플래시 가스(영어: Flash gas)는 응축된 액체가 끓을 때 자연적으로 생성되는 가스 형태의 냉매이다. 액체 라인에 플래시 가스가 존재하면 냉동 사이클의 효율성이 감소한다. 또한 여러 팽창 시스템이 부적절하게 작동하고 증발기의 과열도가 증가할 수 있다.

## 원인
작동 압력에서의 특정 부피가 액체 라인의 가스가 차지할 수 있는 부피보다 낮을 때 발생하며, 이 공간을 차지하는 냉매의 부분 증발이 발생한다. 
이는 다음으로 인해 발생할 수 있다.
- 순환(로)에 냉매가 부족한 경우
- 섹션이 너무 많거나 길이가 너무 긴 액체 라인인 경우

## 방지
플래시 가스를 응축 부족과 혼동해서는 안 되지만, 리시버, 내부 열교환기, 단열재, 냉동 사이클 최적화 장치와 같은 특수 장비를 사용하면 응축을 개선하고 액체 라인의 가스를 방지할 수 있다.

## 같이 보기
- 전열
- 과가열
- 증발
- 복수기
- 엔트로피
- 카르노 기관
- 증기 압축 냉동
- 열교환기
- 응축
- 니콜라 레오나르 사디 카르노